# Torquigener brevipinnis
Torquigener brevipinnis is een  straalvinnige vissensoort uit de familie van kogelvissen (Tetraodontidae). De wetenschappelijke naam van de soort is voor het eerst geldig gepubliceerd in 1903 door Regan.
De soort staat op de Rode Lijst van de IUCN als Onzeker, beoordelingsjaar 1996.